# 张家口市
张家口市（邮政式拼音：Changchiakow/Kalgan），简称张；舊稱張垣/萬全，是中华人民共和国河北省下辖的地级市，位于河北省西北部。市境东毗承德市、北京市，南临保定市，西南界山西省大同市，西、北两面分別与内蒙古自治区乌兰察布市、锡林郭勒盟接壤。地处冀晋蒙三省区交界，地势西北高，东南低。阴山山脉横亘市境中部，将其分为坝上、坝下两个区域，东部为燕山，南部为太行山。桑干河、洋河横贯市境汇入官厅水库，后段称永定河，张家口是京包线上重要的城市之一，也是京张高速公路的终点，是河北与内蒙古的交通要冲，是连通蒙古、中国西北和北京的重要通道和货物集散地、军事要地与陆路商埠。著名的大境门是长城的主要关口。市人民政府驻桥东区长城西大街10号。
张家口自古以来就是“屏翰神京”的军事重镇，是兵家必争之地，俗称北京的“北大门”。自元代起即驼铃阵阵，清代中期商道更延伸至中俄交界的恰克图。歷史上，张家口是北達库伦的“张库大道”的起點（又称北方“草原丝绸之路”）。作為中国北方汉蒙贸易的商业都会，是冀、京、晋、内蒙古的交通枢纽和物资集散地，有“陆路商埠”之称。中国改革开放后，随着开放型经济的发展，张家口成为沟通中原与北疆，连接东部京津经济区，环渤海经济区与中西部资源产区的重要纽带。
2015年7月31日，在馬來西亞首都吉隆坡舉行的第128屆國際奧委會全體會議上，奧委會決定由北京和張家口共同承辦2022年第二十四屆冬季奧林匹克運動會。

## 名称来源

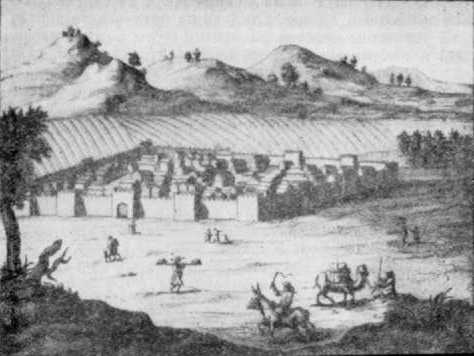
一本俄罗斯古籍中关于1698年「喀拉干」城的插图

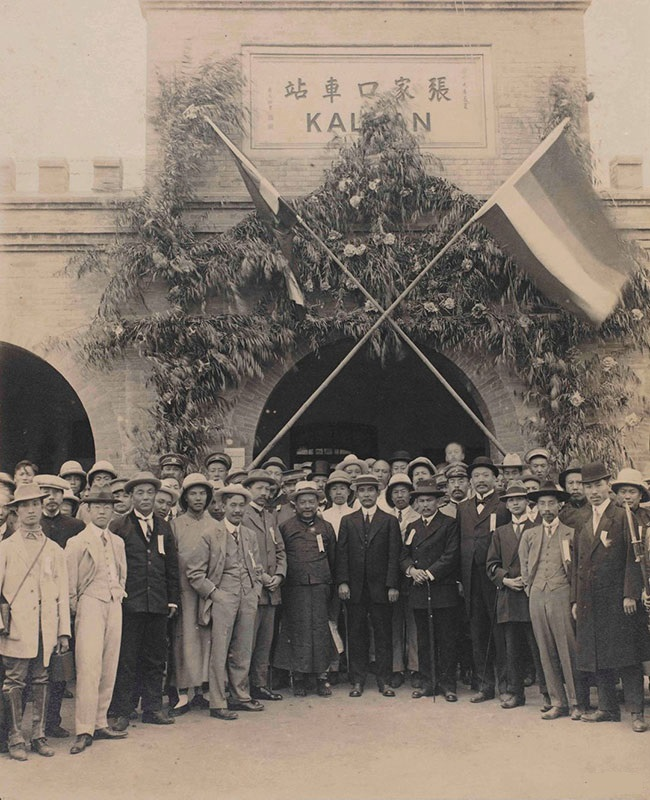
1912年孫中山视察京张铁路张家口站，站牌上“张家口车站”下方的英文名称为“Kalgan”

张家口别称塞外山城、武城。以被称作张垣而闻名于世。
一直到20世纪中叶，张家口在國際上以「Kalgan」之名為西方所知。该名字来源于张家口的蒙古语名称简化（ Khaalgan），意为「〈在长城上的〉大门」（原型  Chuulalt Khaalga，满语寫作 ᡳᠮᡳᠶᠠᠩᡤᠠ 
ᠵᠠᠰᡝ Imiyangga Jase）。
张家口的發源地是現位於橋西區的堡子里一帶，這裡的發展是整個張家口逐步繁榮的歷史見證，而張家口名稱的由來也和這裡有密切的關係。堡子里亦稱下堡，是一座依長城而建的塞城，在明代時屬九邊之一的宣府鎮，為萬全右衛地。明宣德四年（公元1429年），指揮使張文於其上翻建城堡，命名為張家堡。張家堡高三丈三尺，方四里十三步，東南各開一門，東曰「永鎮門」，南曰「承恩門」。明嘉靖八年（公元1529年），張家堡守備張珍又在北城牆開一小門，曰「小北門」，作爲互市邊口，因其門由張珍開築，所以又稱「張家口」。

## 历史

### 远古
公元前约2500年黄帝与炎帝为争做部落霸主发生矛盾并爆发冲突，在阪泉（今怀来）一带大战，炎帝败，史称阪泉之战。阪泉之战后不久，有熊氏黄帝与神农氏炎帝两族联合，同蚩尤九黎族在涿鹿（今河北省涿鹿县）进行的一次大规模战争，史称涿鹿之战。
春秋时期北为匈奴与东胡居住地，南部分属燕国、代国。公元前475年，代国为晋国大夫赵襄子所灭，赵襄子杀死代王之后，吞并了代国，把代封地封给了侄子赵周，即代成君。约前300年，赵武灵王在张家口西部设代郡，治所在今蔚县代王城一带。燕昭王二十九年（公元前283年），于张家口东部设上谷郡，治所为沮阳（今怀来大古城遗址）。
公元前228年，秦将王翦破赵军，攻占邯郸，赵国灭亡。赵国公子嘉逃到代（今蔚县东北），自立为代王。代王嘉联合燕王喜抵抗秦军，燕代联军由燕太子丹统领，败于易水。前222年，秦将王贲攻辽东，掳燕王喜，燕国灭亡，王贲转攻代郡，掳代王嘉，赵彻底灭亡。秦朝时南部改属代郡、上谷郡。汉朝时大部分属幽州刺史部地界，小部分属乌桓、匈奴、鲜卑。

### 中世
北魏太和年间（477年至499年）设御夷（今赤城、沽源一带）、怀荒（今张北一带）、柔玄（今尚义一带）等六镇，以防止柔然入侵，保卫北魏首都平城安全。北魏正光四年（523年），怀荒镇（今张北）民众在最高首长于景不愿发放粮食赈济饥荒后将其杀害，并发起反抗运动，六镇爆发起事，关陇、河北等地各族民众纷纷起兵响应，北魏统治濒临崩溃。边镇豪强乘机扩充实力，其中以尔朱荣实力最强。西魏废帝元年正月（552年）土门发兵攻击柔然，大破柔然军于怀荒镇北面，阿那瓌因而自杀。
隋朝时东为涿郡，西属雁门郡。唐朝时北属突厥地，桑干都督府，南多属河北道妫州、新州、少属河北道蔚州。
五代十国后晋天福元年（936年）后晋首任皇帝石敬瑭割让燕云十六州于辽，包括新（今河北涿鹿）、妫（原属河北怀来，今为官厅水库库区）、武（今河北宣化）、蔚（今河北蔚县）州，对之后的宋朝打开了门户，对长江以北地区造成威胁。北宋时，皆属辽之西京道，分为武州、蔚州、奉圣州、归化州、儒州、妫州地。辽天禄四年（951年）10月，辽世宗耶律阮在协助北汉攻打后周时，驻扎在火神淀（今宣化西），被属下耶律察割杀死，即火神淀之乱。辽萧太后、辽圣宗耶律隆绪时期在张家口地区建上、中、下三个花园，今下花园因此而得名。南宋时皆属金之西京路。

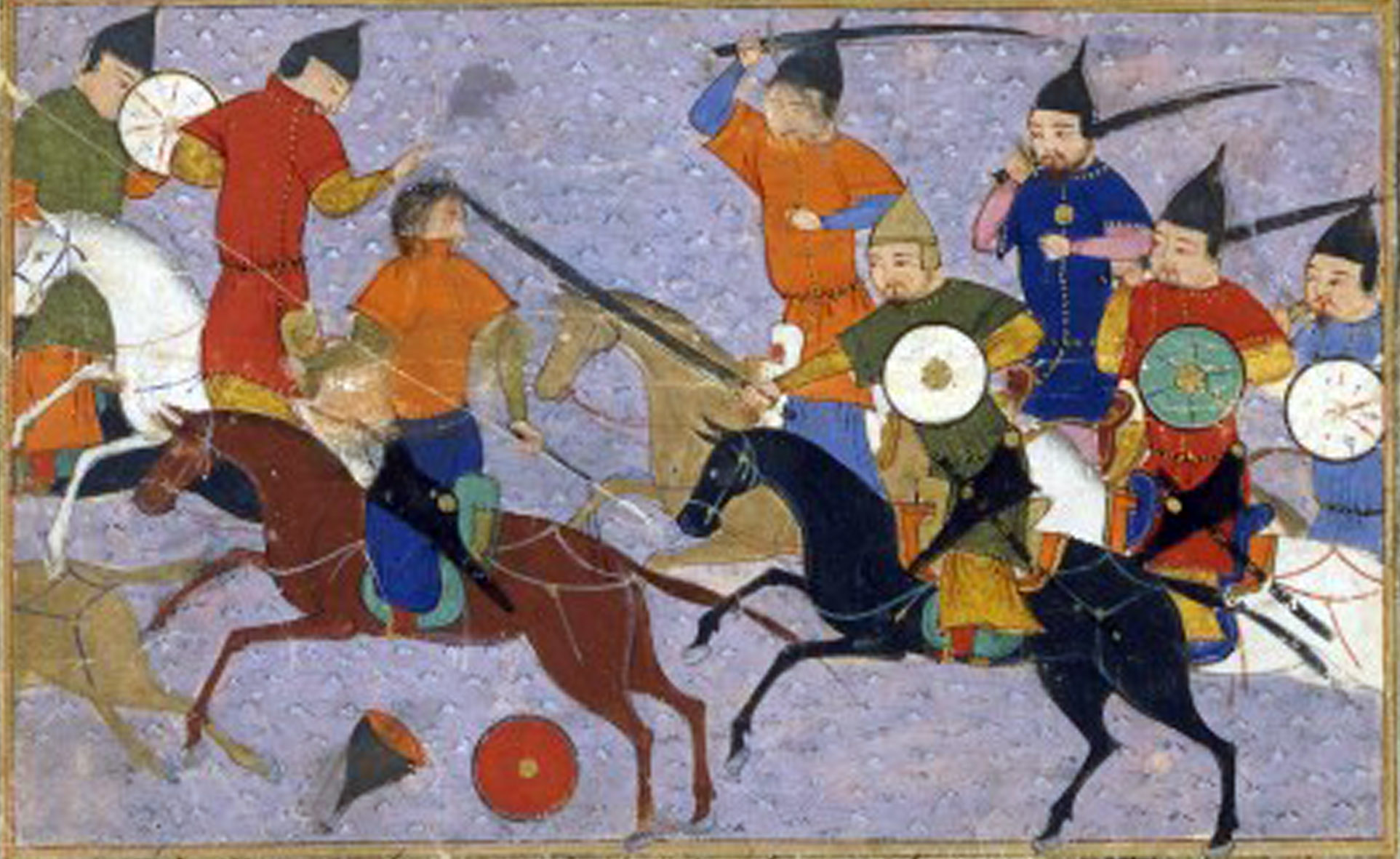
野狐岭战役（1211年）

宋元时期，该地为蒙金战争前线。1211年8月，大蒙古国与金朝在野狐岭（今张家口万全西北）爆发决战，1213年在怀来再次发生战争，加速了金朝的灭亡。1251年，蒙古可汗蒙哥之弟忽必烈在金莲川（今沽源境内）建立金莲川幕府，招揽了包括核心人物刘秉忠在内的大批汉族谋士，为其建立元朝出谋划策。元代辖境大部属中书省上都路宣德府，西北部属兴和路（治今张北）。元大德十一年（1307年）元世祖忽必烈的孙子元武宗海山建立元中都（今张北县馒头营乡），与当时元大都（即今北京）、元上都（今内蒙古正蓝旗东）齐名。
明朝时除蔚县一带属于山西大同府外，其它皆属京师（治顺天府，今北京市），分为延庆州、保安州、云州、蔚州及万全都指挥使司十二卫、所地。明宣德四年（1429年）筑张家口堡，属京师宣府镇。正统十四年（1449年），瓦剌太师也先率领蒙古各部大举攻明。宦官王振（蔚县人）不顾朝臣反对，怂恿英宗朱祁镇御驾亲征，七月朱祁镇率军50万与百名文武官员亲征，出居庸关。由于准备仓促，途中军粮不继，军心不稳，又有传言说前方已经战败，王振因此惊慌，命大军撤出大同。王振本想经紫荆关（今河北易县西北）让英宗到蔚州，而匆忙改变行军路线。行四十里后，又怕大军过境损坏家乡庄稼，急令军队转道宣府（今河北宣化），在8月14日到达土木堡（河北怀来县东南），离怀来城仅20里，王振以辎重军车没能到达，下令就地宿营。土木堡地势高，无泉缺水，其南十五里处有河，被瓦剌军占据，后瓦剌诈和，趁机发动攻势，明军只得仓促应战，一败涂地。明英宗被俘，王振被护卫将军樊忠所杀。

### 近代
清代，今张家口辖区属直隶省，北为口北三厅（多伦诺尔厅、独石口厅、张家口厅），大部属张家口厅，南部属宣化府（治今宣化）。
清咸丰十年（1860年），签署《中俄北京条约》，条约规定张家口与库伦、喀什噶尔一同被开放为商埠。光绪二十六年（1900年），内蒙古中部天主教教区发生教徒被杀事件，除崇礼西湾子主教座堂避难的5000多教友外，绝大部分（3200多人）被杀。宣统元年（1909年）8月，由詹天佑主持设计的自北京至张家口的京张铁路建成并于11月通车，京张铁路是中国首条不使用外国资金及人员，由中国人自行勘测、设计、施工完成，投入营运的铁路。
民初，张家口属宣化府万全县。民国二年（1913年），属直隶省兴和道和口北道。次年，以察哈尔都统公署辖区为察哈尔特别区。察哈尔都统公署侨治万全县张家口，今有旧址遗存。民国九年（1920年），美国在张家口设立美国驻张家口领事馆（1927年被撤销），索克斌（Samuel Sokobin）担任领事。

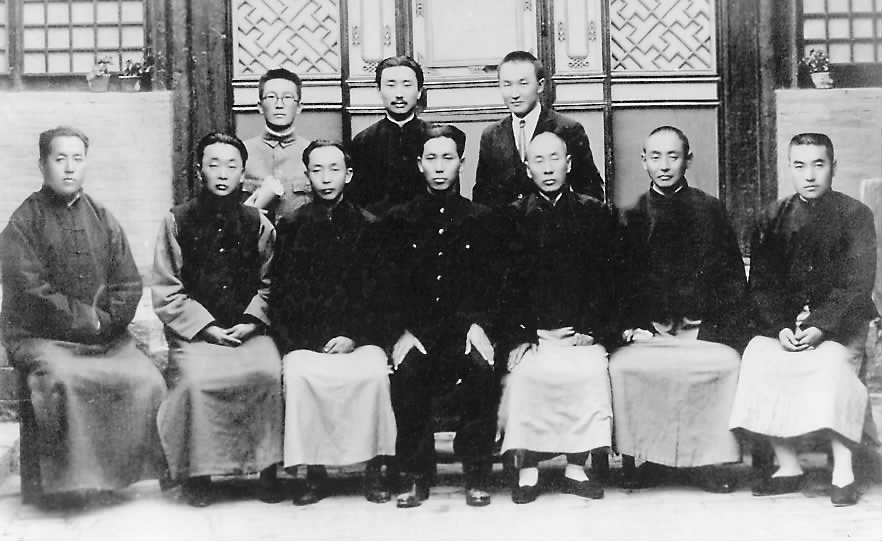
1925年10月，内蒙古人民革命党在张家口成立时，中央执行委员会常务委员同蒙古人民共和国及共产国际代表合影。前排左起：金永昌、福明泰、郭道甫、白云梯、乐景涛、包悦卿、李丹山；后排左一为宝音鄂木合（蒙古革命青年联盟中央委员会书记），左二为丹巴道尔吉（蒙古人民革命党中央委员会委员长），左三为奥齐罗夫（共产国际代表，布里亚特人）。

1925年10月13日，内蒙古人民革命党第一次代表大会在张家口召开。内蒙古各盟、部、旗约100多名代表出席大会，一些蒙古族青年列席大会；共产国际驻内蒙古代表奥齐罗夫、中国国民党代表李烈钧（中国国民党中央执行委员）、中国共产党代表王仲一（中共张家口地委组织委员）、江浩（中共张家口地委宣传委员）、冯玉祥的国民军代表张之江（察哈尔都统）、蒙古人民革命党代表丹巴道尔吉（蒙古人民革命党中央委员会委员长）等人出席大会。
同年11月，中共早期领导人李大钊在张家口主持召开农工兵大同盟成立大会，来自热河、察哈尔、绥远各地的200多名代表与会。大会选举李大钊、韩麟符、赵世炎、李裕智、王仲青、陈镜湖、郑丕烈为大同盟执行委员，李大钊任书记，韩麟符、赵世炎任副书记。
国民革命军北伐期间，1927年10月阎锡山的晋军攻打安國軍政府，爆发下花园战斗，并占领张家口，后在奉軍的反攻下，退守雁门、蔚县、井陉。民国十七年（1928年），國民政府设察哈尔省，省会设在万全县的张家口。察哈尔特别区都统公署改为察哈尔省政府。
民国二十二年（1933年）长城战役之后，日军越过长城，向华北渗透，并于该年春占领察哈尔部分地区。5月26日，冯玉祥、吉鸿昌、方振武等中国将领在察哈尔组织人数约10万的察哈尔民众抗日同盟军，冯玉祥任总司令。6月22日，同盟军开始向察哈尔和热河的日军发动进攻。7月12日，同盟军在吉鸿昌的指挥下攻占重镇多伦，并将日军全部逐出察哈尔，此为九一八事变以来中国军队首次收复失地。此后，日军与满洲国军对多伦进行反扑。同时，南京国民政府以实现军令统一为由，也派遣军队进逼张家口，威胁同盟军的后方，同盟军被迫解散。
民国二十六年（1937年）8月，中国抗日战争爆发后，爆发张家口战斗。8月，日本组成察哈尔派遣兵团，东条英机任司令官，驻地原为多伦，后迁至张北。同年9月，日本人在以张家口为中心，包括察哈尔南部10县的地区，成立察南自治政府，于品卿为主席。民国二十八年（1939年）初，蒙疆联合自治政府成立时，首都迁至张家口，并改为直属蒙疆的张家口特别市。
1945年8月，苏蒙联军从日军手中夺取内蒙古大部分地区。8月11日，八路军晋察冀军区预备开始进攻张家口特别市。20日，晋察冀军区主力部队开始进攻张家口特别市。23日，完成战斗。日后，中华人民共和国方面称为“张家口第一次解放”。8月25日，中共政权建立张家口市民主政府，市长张孟旭。张家口市为晋察冀边区直辖市:54。八路军攻占张家口后，蒙疆联合自治政府瓦解，于品卿被八路军逮捕。12月，晋察冀边区组成特别法庭在张家口市邮政总局院审判于品卿，判处其死刑并执行。

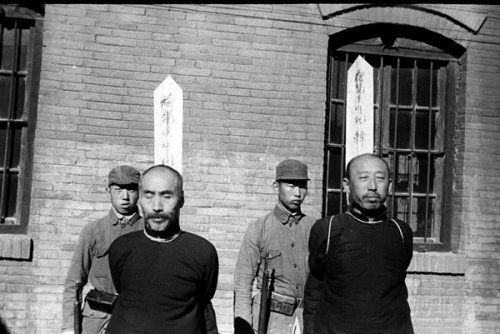
1945年10月，张家口枪毙原蒙疆联合自治政府张家口市市长韩广森（右）、副市长崔景岚（左）

随后，中共华北地区的党政军机构陆续从阜平移驻张家口市。此时，张家口市有“第二延安”之称:54—55。1945年底，华北联合大学教育学院随中共军队进入张家口，随即恢复原有的三个学院。次年又成立外国语学院，下设俄文、英文两系，成仿吾任校长，周扬任副校长，张如心任教务长。华北文工团、延安鲁艺工作团于12月合并到华北联大，简称华大文工团。联大设立文艺、法政、教育、外语四个学院。民国三十五年（1946年）10月，国军攻占张家口，华北联大等学校被迫提前于9月撤出。
民国三十六年（1947年）6月，國民政府正式设立张家口市。民国三十七年（1948年）11月，国军华北剿匪总司令傅作义以1个军8个师驻守张家口。11月29日，中国人民解放军华北军区第3兵团在杨成武司令员的指挥下向张家口地区守军发起攻击，形成对张家口包围之势。傅作义急令在北平的第35军（欠1个师）及怀来（今怀来镇）的第104军第258师连夜驰援张家口。12月5日，解放军东北野战军在北平以北密云歼灭国军十三军一个师。傅作义误以为东北野战军要直取北平，因而，又急令三十五军回师东撤，返回北平。12月7日撤至怀来县，受到华北野战军强烈阻击，当夜退守新保安城（属张家口怀来县）内。35军被围后，曾数次突围，但均被击退。军长郭景云感到突围无望，便转而在城内日夜修筑工事，企图固守待援。12月21日华北第2兵团连同东北野战军一部对新保安发动进攻。12月22日，解放军攻克新保安，占领怀来县全境，此时驻守张家口的国军陷入绝境并开始突围，而解放军已经占领周边地区所有高地，并已构筑起坚固的工事。国军突围受阻。12月24日，解放军占领张家口。

### 现代
1949年10月至11月间，爆发张家口鼠疫，造成75人死亡。1952年12月察哈尔省建制撤销，察南专区、察北专区合并后称张家口专区，划归河北省，张家口市为河北省省辖市，并为专区治所。1955年宣化市划入。1958年5月张家口市改属张家口专区。1959年5月撤销张家口专区，所辖各县划归张家口市。1961年5月复置张家口专区，张家口市及所属各县隶属之。1967年12月，张家口专区改称张家口地区，辖张家口市，县属不变。1981年9月，中国人民解放军北京军区在张家口进行了一次大规模军事演习，即华北大演习。胡耀邦、邓小平、赵紫阳、李先念、华国锋参加。演习结束后在张家口机场举行阅兵。1983年宣化县划入，1983年11月，张家口市改为河北省省辖市。1993年7月1日，张家口地区和张家口市合并，称张家口市。1995年5月9日，中华人民共和国国务院正式批准张家口市对外开放（即开始在张家口适用改革开放政策），相对于其他城市开放较晚。
1998年1月10日中午11时52分左右，张北地区一带发生里氏6.2级强烈地震。此次地震涉及张北、尚义、康保、万全四县19个乡、200多个行政村，以及北京、天津、内蒙古等地。造成49人死亡、362人重伤、11077人轻伤，10多万间房屋倒塌，4.4万人无家可归，直接经济损失8.36亿元。
2013年11月5日，张家口市与北京市联合申请2022年冠名为2022北京冬奥会的冬季奥林匹克运动会，2015年7月底申请成功。
2016年1月，张家口市部分行政区划调整获国务院批复，撤销宣化县、宣化区，设立新的宣化区，以原宣化县、宣化区的行政区域为新的宣化区的行政区域，政府驻地在原宣化区人民政府驻地；撤销万全县、崇礼县，设立万全区、崇礼区，管辖范围和政府驻地不变。
2018年11月28日凌晨零时40分，张家口桥东区大仓盖镇盛华化工有限公司附近发生一起爆炸起火事故。该起事故造成24人死亡（其中一人为医治无效死亡），21人受伤，过火的大货车38辆、小型车12辆。明火在凌晨2时48分基本扑灭。

## 地理

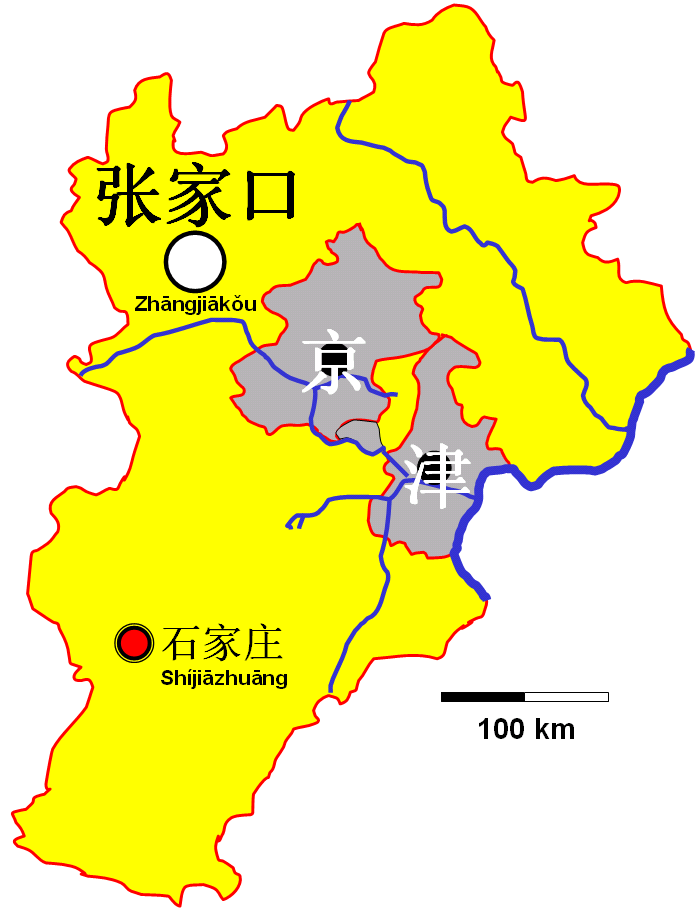
张家口市位于河北省西北部，紧邻北京市，历史上由于其特殊的地理位置而一直被称为北京的北大门

张家口市处华北平原与内蒙古高原的过渡地带冀西北山间盆地，北靠坝上高原，南为洋河谷地，地势西北高、东南低。跨东经113度50分至116度30分、北纬39度30分至42度10分，南北最大距离近300公里、东西最大距离约228公里，以大马群山分水岭为界，分北部坝上、南部坝下两个自然地理区域。属中温带季风气候，年均降水量406毫米，年均温10.3 ℃。
位于蔚县、涿鹿交界处的小五台山平均海拔2000米，其中主峰东台最高，达2882米，为河北省最高峰。
主城区地处清水河两岸，东、西、北三面环山，只有南面是小面积平原，长城从北面山上蜿蜒而过，平均海拔725米。在城区内就可看到，主城区由于地形原因呈南北狭长状分布。
由于气候原因，城区四周的山上曾经很少有绿色植物覆盖，经过市民多年的齐心努力，现已建立了数个森林公园及众多的景点，风景怡人。
| 张家口市气象数据（1971年至2000年） | 张家口市气象数据（1971年至2000年） | 张家口市气象数据（1971年至2000年） | 张家口市气象数据（1971年至2000年） | 张家口市气象数据（1971年至2000年） | 张家口市气象数据（1971年至2000年） | 张家口市气象数据（1971年至2000年） | 张家口市气象数据（1971年至2000年） | 张家口市气象数据（1971年至2000年） | 张家口市气象数据（1971年至2000年） | 张家口市气象数据（1971年至2000年） | 张家口市气象数据（1971年至2000年） | 张家口市气象数据（1971年至2000年） | 张家口市气象数据（1971年至2000年） |
| 月份                               | 1月                                | 2月                                | 3月                                | 4月                                | 5月                                | 6月                                | 7月                                | 8月                                | 9月                                | 10月                               | 11月                               | 12月                               | 全年                               |
| ---------------------------------- | ---------------------------------- | ---------------------------------- | ---------------------------------- | ---------------------------------- | ---------------------------------- | ---------------------------------- | ---------------------------------- | ---------------------------------- | ---------------------------------- | ---------------------------------- | ---------------------------------- | ---------------------------------- | ---------------------------------- |
| 历史最高温 °C（°F）                | 9.7 (49.5)                         | 18.2 (64.8)                        | 22.6 (72.7)                        | 31.5 (88.7)                        | 36.8 (98.2)                        | 37.7 (99.9)                        | 39.2 (102.6)                       | 36.0 (96.8)                        | 33.5 (92.3)                        | 27.7 (81.9)                        | 20.4 (68.7)                        | 14.0 (57.2)                        | 39.2 (102.6)                       |
| 平均高温 °C（°F）                  | −2.2 (28.0)                        | 1.5 (34.7)                         | 8.4 (47.1)                         | 17.9 (64.2)                        | 24.8 (76.6)                        | 28.5 (83.3)                        | 29.4 (84.9)                        | 27.7 (81.9)                        | 23.2 (73.8)                        | 16.3 (61.3)                        | 6.6 (43.9)                         | −0.4 (31.3)                        | 15.1 (59.3)                        |
| 日均气温 °C（°F）                  | −8.3 (17.1)                        | −5.0 (23.0)                        | 2.0 (35.6)                         | 10.9 (51.6)                        | 17.8 (64.0)                        | 22.1 (71.8)                        | 23.7 (74.7)                        | 22.0 (71.6)                        | 16.6 (61.9)                        | 9.6 (49.3)                         | 0.5 (32.9)                         | −6.2 (20.8)                        | 8.8 (47.9)                         |
| 平均低温 °C（°F）                  | −12.9 (8.8)                        | −10.0 (14.0)                       | −3.6 (25.5)                        | 4.6 (40.3)                         | 11.2 (52.2)                        | 16.0 (60.8)                        | 18.7 (65.7)                        | 17.2 (63.0)                        | 11.2 (52.2)                        | 4.3 (39.7)                         | −4.0 (24.8)                        | −10.5 (13.1)                       | 3.5 (38.4)                         |
| 历史最低温 °C（°F）                | −24.6 (−12.3)                      | −21.9 (−7.4)                       | −16.5 (2.3)                        | −7.7 (18.1)                        | −1.3 (29.7)                        | 5.1 (41.2)                         | 12.5 (54.5)                        | 7.2 (45.0)                         | 1.1 (34.0)                         | −9.1 (15.6)                        | −17.5 (0.5)                        | −22.2 (−8.0)                       | −24.6 (−12.3)                      |
| 平均降水量 mm（）                  | 2.0 (0.08)                         | 4.1 (0.16)                         | 9.1 (0.36)                         | 14.0 (0.55)                        | 33.1 (1.30)                        | 60.6 (2.39)                        | 109.9 (4.33)                       | 100.5 (3.96)                       | 45.0 (1.77)                        | 16.9 (0.67)                        | 6.3 (0.25)                         | 2.1 (0.08)                         | 403.6 (15.9)                       |
| 平均降水天数（≥ 0.1 mm）           | 1.7                                | 2.5                                | 4.6                                | 4.8                                | 7.6                                | 10.2                               | 13.4                               | 12.8                               | 9.1                                | 4.3                                | 2.6                                | 1.7                                | 75.3                               |
| 来源：中国天气网                   |                                    |                                    |                                    |                                    |                                    |                                    |                                    |                                    |                                    |                                    |                                    |                                    |                                    |

## 政治

### 现任领导
| 机构     | · 中国共产党 · 张家口市委员会 | 张家口市人民代表大会 常务委员会 | 张家口市人民政府   | · 中国人民政治协商会议 · 张家口市委员会 |
| 职务     | 书记                          | 主任                            | 市长               | 主席                                    |
| -------- | ----------------------------- | ------------------------------- | ------------------ | --------------------------------------- |
| 姓名     | 赵文锋                        | 郭英                            | 李克良             | 高峰                                    |
| 民族     | 汉族                          | 汉族                            | 汉族               | 汉族                                    |
| 籍贯     | 河北省平乡县                  | 河北省怀安县                    | 河北省大城县       | 山西省天镇县                            |
| 出生日期 | 1970年7月（55歲）             | 1962年12月（62歲）              | 1967年10月（57歲） | 1965年2月（60歲）                       |
| 就任日期 | 2022年7月                     | 2021年1月                       | 2022年8月          | 2023年1月                               |

### 历任领导
| 市委书记 - 刘健生（1993年2月－1994年9月） - 冯文海（1994年9月－1997年12月） - 杨德庆（1997年12月－2003年12月） - 刘永瑞（2003年12月－2006年11月） - 宋太平（2006年11月－2008年1月） - 许宁（2008年1月－2012年1月） - 王晓东（2012年1月－2013年12月） - 邢国辉（2013年12月－2015年7月） - 侯亮（2015年7月－2017年2月） - 回建（2017年2月－2021年5月） - 武卫东（2021年5月－2022年4月） - 赵文锋（2022年7月－） | 市长 - 杨德庆（1993年3月－1998年3月） - 张宝义（1998年3月－2002年12月） - 高金浩（2002年12月－2006年9月） - 郑雪碧（2006年9月－2011年1月） - 王晓东（2011年1月－2012年1月） - 侯亮（2012年1月－2015年7月） - 马宇骏（2015年8月－2016年10月） - 武卫东（2016年10月－2021年5月） - 赵文锋（2021年5月－2022年8月） - 李克良（2022年8月－） |

### 行政区划
张家口市现辖6个市辖区、10个县，市人民政府驻长城西大街10号市府大楼，原通泰大厦。
- 市辖区：桥西区、桥东区、宣化区、下花园区、万全区、崇礼区
- 县：张北县、康保县、沽源县、尚义县、蔚县、阳原县、怀安县、怀来县、涿鹿县、赤城县

此外，张家口市设立以下3个行政管理区：国家级张家口经济技术开发区、塞北管理区、察北管理区。

## 人口
根据2020年第七次全国人口普查，全市常住人口为4,118,908人。同第六次全国人口普查的4,345,485人相比，十年共减少了226,577人，下降5.21%，年平均增长率为-0.53%。其中，男性人口为2,080,437人，占总人口的50.51%；女性人口为2,038,471人，占总人口的49.49%。总人口性别比（以女性为100）为102.06。0－14岁的人口为626,893人，占总人口的15.22%；15－59岁的人口为2,460,012人，占总人口的59.72%；60岁及以上的人口为1,032,003人，占总人口的25.06%，其中65岁及以上的人口为726,615人，占总人口的17.64%。居住在城镇的人口为2,722,683人，占总人口的66.1%；居住在乡村的人口为1,396,225人，占总人口的33.9%。

### 民族
张家口在历史上就一直是北方少数民族与汉族杂居交往、贸易流通、长期融会的重要之地。民族构成以汉族为主，此外还有回族、满族、蒙古族、藏族、朝鲜族、白族、维吾尔族、彝族、黎族、壮族、侗族、布依族、高山族、土家族、苗族、哈萨克族、达斡尔族、俄罗斯族、瑶族、哈尼族、傣族、畲族、拉祜族、锡伯族、鄂温克族等26个少数民族。少数民族人口共计7万余人，其中人数超过万人的有回族和满族。少数民族分布在市区和各县，呈大分散、小聚居的特点。全市现共有2个民族乡，91民族村。
全市常住人口中，汉族人口为4,056,064人，占98.47%；各少数民族人口为62,844人，占1.53%。与2010年第六次全国人口普查相比，汉族人口减少225,611人，下降5.27%，占总人口比例下降0.06个百分点；各少数民族人口减少966人，下降1.51%，占总人口比例增加0.06个百分点。
| 所属区县 | 民族乡、民族村 |
| -------- | --- |
| 桥东区   | 老鸦庄乡下小站满汉联合村 |
| 桥西区   | 沈家屯乡闫家屯满汉联合村 |
| 宣化区   | 河子西乡河子西满汉联合村、河子西乡旧李宅满汉联合村、河子西乡肖家坊满汉联合村、河子西乡沙圪哒满汉联合村、春光乡庙底回汉联合村。 |
| 崇礼区   | 石嘴子乡六间房蒙汉联合村、石嘴子乡下四杆旗蒙汉联合村、石嘴子乡摆察蒙汉联合村、西湾子镇二道沟蒙汉联合村、西湾子镇上三道沟蒙汉联合村、西湾子镇瓦夭蒙汉联合村、西湾子镇黄土嘴蒙汉联合村、西湾子镇东南沟蒙汉联合村、高家营镇乌拉哈达蒙汉联合村、高家营镇高家营蒙汉联合村、高家营镇南地蒙汉联合村、石夭子乡下耗庆蒙汉联合村、场地乡下新营蒙汉联合村、红旗营乡东红旗营蒙汉联合村、五十家乡察汗陀罗蒙汉联合村、五十家乡麻地营蒙汉联合村、大水泉乡小水泉蒙汉联合村。 |
| 赤城县   | 上斗营乡下斗营回汉联合村、茨营子乡碾子湾蒙汉联合村、大海陀乡东山庙回汉联合村、独石口乡青羊沟满族村、独石口乡杨家夭回族村、东万口乡官路房蒙汉联合村、东万口乡塘子营蒙汉联合村、东卯乡头道营满汉联合村、东卯乡三道营满汉联合村。 |
| 涿鹿县   | 西二堡乡牛家场满汉联合村、西二堡乡白塔寺满汉联合村、西二堡乡西二堡满汉联合村、西二堡乡杨堡满汉联合村、大堡镇回汉联合村、东小庄乡保庄满汉联合村、涿鹿镇东关回汉联合村、涿鹿镇周堡满汉联合村。 |
| 怀来县   | 怀来县王家楼回族乡、沙城镇一街回汉联合村、沙城镇五街回汉联合村、沙城镇六街回汉联合村、沙城镇八街回汉联合村、沙城镇南园回族村、新保安镇前进街一街回汉联合村、新保安镇民主街一街回汉联合村、新保安镇新兴街一街回汉联合村、王家楼回族乡王家楼一街回汉联合村、王家楼回族乡麻峪口一街回汉联合村、王家楼回族乡晏庄回族村、王家楼回族乡茨山回族村、大黄庄乡朱官屯满汉联合村、古家夭乡甘汲梁一街回汉联合村。                                                         |
| 沽源县   | 沽源县大二号回族乡、常铁炉乡学堂营满汉联合村、常铁炉乡菜园满汉联合村、常铁炉乡温铁炉满汉联合村、常铁炉乡官厂满汉联合村、长梁乡大宏山满汉联合村、长梁乡大石满汉联合村、二道沟乡迷地沟满汉联合村、二道沟乡大梁底满汉联合村、闪电河乡土井子满汉联合村、闪电河乡石头坑满汉联合村、闪电河乡前水泉满汉联合村、丰元店乡蒙古营蒙汉联合村、丰元店乡二道沟回汉联合村、小厂乡棠梨沟满汉联合村大二号回族乡大二号回汉联合村。                                             |
| 尚义县   | 七甲乡三合澄回汉联合村、七甲乡三排地回族村、七甲乡南洼回族村、炕塄乡西伙房回汉联合村、八道沟乡大东山回汉联合村、哈拉沟乡王油房回汉联合村，后石庄井乡四台蒙古营蒙古族村、大营盘乡五台蒙古营蒙古族村、套里庄乡西城夭回汉联合村。 |
| 张北县   | 公会镇新义回族村、公会镇汽车桥回族村、公会镇黄石崖东友回族村、公会镇西号回族村、公会镇南号回族村、大河乡石盖梁回汉联合村、大河乡大河回汉联合村、大河乡狼窝沟回族村、海流图乡三台蒙古营蒙汉联合村。 |
| 康保县   | 处长地乡回族村、处长地乡四号回族村、李家地乡马家营回族村。 |

## 宗教
全市现有天主教、基督教、伊斯兰教、佛教、道教五种宗教。信教群众12万余人，占全市总人口的2.5%左右，其中尤以天主教（六万余人）和伊斯兰教（近四万人）信众为最多。现有教职人员二百余人。有天主教爱国会、天主教教务委员会、基督教三自爱国运动委员会、基督教教务委员会、伊斯兰教协会、佛教协会筹备组等六个宗教组织。已开放宗教活动场所173处，其中天主教123处，基督教11处，伊斯兰教34处，佛教3处，道教2处，比较著名的宗教场所（含遗迹）有杨家坪圣母神慰院、若瑟总修院、天主教宣化教区、天主教西湾子教区和新华街清真寺等，杨家坪圣母神慰院是天主教内最严谨的隐修会——严规熙笃会（Trappist）于1883年在张家口附近太行山区建立的该会亚洲第一座隐修院，1947年解散。

## 经济

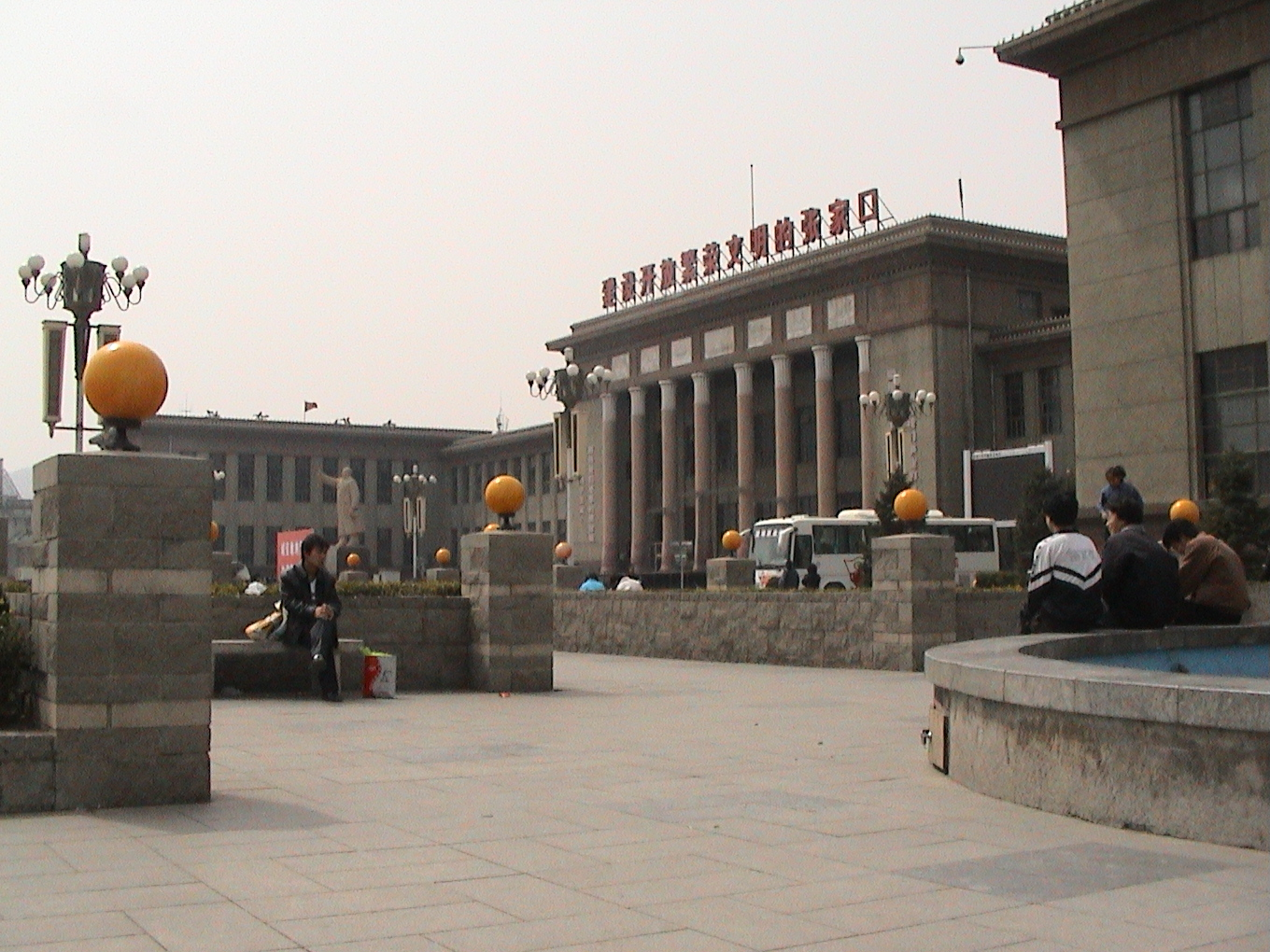
张家口标志性建筑之一——文化广场。原名“毛泽东思想胜利万岁”展览馆，始建于1968年，仿北京人民大会堂式建筑，张家口市的地理坐标点，1999年经大规模改造扩建，更名为文化广场，顶部原有“毛泽东思想胜利万岁”后改为“建设开放繁荣文明的张家口”，是市民活动的主要场所之一

- 农业：产玉米、高粱、谷子、小麦、莜麦、葵花、菜籽、蚕豆、豌豆、芸豆、绿豆、薯类（含马铃薯）等作物及各种蔬菜。
- 工业：以轻纺、机械、冶金、电力、食品、化工为主。毛皮、制革与毛麻纺工业较发达，素称皮都，产品称口羔、口皮。

### 综述
2020年，张家口市民营经济增加值实现878.4亿元，比上年增长3.8%；占全市生产总值的比重为54.9%，比上年提高0.4个百分点。
2020年，张家口市新增就业57518人，失业人员再就业16964人，城镇登记失业率为3.44%。
2020年，张家口市CPI累计上涨1.9%，低于全省0.2个百分点，低于全国0.6个百分点。调查的八大类商品及服务价格五升三降。食品烟酒、生活用品及服务、教育文化和娱乐、医疗保健、其他用品和服务五类商品及服务价格比上年分别增长7.8%、0.1%、0.3%、0.6%和2.8%；衣着、居住、交通和通信三类价格比上年分别下降0.5%、1.4%和2.6%。
2020年，张家口市第三产业增加值占比达到56.3%，对经济增长的贡献率达66.3%，拉动经济增长2.4个百分点；高新技术产业增加值比上年增长9.2%，占规上工业比重达39.7%；六大高耗能行业增加值下降8.2%，比上年降低2.3个百分点；装备制造业增加值比上年增长7.1%，风力发电行业增加值增长3.0%，太阳能发电行业增加值增长14.9%。
2020年，张家口市全部财政收入完成325.3亿元，比上年下降2.3%。一般公共预算收入完成175.5亿元，增长4.1%。一般公共预算支出646.1亿元，增长5.0%。其中教育支出87.8亿元，增长3.5%；科学技术支出3.7亿元，增长55.5%；社会保障和就业支出87.1亿元，增长6.9%；卫生健康支出62.3亿元，增长19.1%；农林水事务支出141.8亿元，增长9.4%。
2020年，张家口市生产总值实现1600.1亿元，比上年增长3.6%。其中，第一产业增加值267.7亿元，比上年增长3.6%；第二产业增加值430.9亿元，比上年增长2.2%；第三产业增加值901.4亿元，比上年增长4.3%。三次产业比例由2019年的15.7：28.2：56.1调整为16.7：26.9：56.4。
2020年，张家口市固定资产投资同比增长2.6%，增幅比一季度、上半年和前三季度分别提高10.7、8.8和5个百分点。其中，建设项目投资下降2.3%；房地产企业开发投资增长16.3%。拉动张家口市固投增长的主要因素：一是新能源投资拉动明显。受风光电并网优惠政策影响，风能投资同比增长50.4%，带动新能源投资同比增长44.5%。二是工业投资较快增长。电力热力生产和供应业投资增长52.4%，带动张家口市工业投资增长27.8%。三是冰雪产业投资大幅增长。张家口市冰雪产业投资同比增长110.8%。四是新开工项目个数增加。张家口市新开工建设项目621个，同比增加87个，完成投资同比增长5.6%。

## 资源
全市土地总面积5529万亩，桑干河、洋河、潮白河等河流流经境内，沿河形成的河川盆地土质肥沃，灌溉条件好，有利于发展农业和水果业，是全市粮食和水果的主产区。
已发现各类矿产83种，已探明储量的矿种33种。一些大宗矿产如煤、铁、金、铅、锌、膨润土、沸石、石墨、磷矿等均在河北省占有重要地位。
水资源总量21.91亿立方米，人均水资源占有量487立方米。
现有林地面积1059万亩，森林覆盖率20.4%，三北防护林工程穿越市境。
现有野生陆生植物120科513属、1343种。

## 特产
张家口有著名的三宝：山药（“药”读音yek，入声）、莜面、大皮袄。“山药”是张家口人对土豆的惯称，而并非药材山药，此称呼广泛使用在晋语的大包和张呼片地区，同时晋语和官话的过渡区比如延庆，也使用；“莜面”指的是莜麦（裸燕麦）粉，是张家口人喜欢的主要食品之一，延庆人也常食用；“大皮袄”是指张家口地区由于海拔较高，冬季气候寒冷，蒙古地区出产的皮料也会在这里集合，所以出产的皮衣很有名，张家口是中国著名的“皮都”之一。
此外，张家口的特产还有宣化牛奶葡萄、萤石等。内蒙古草原出产的一种滋味鲜美的白蘑菇也会在张家口集散，并因张家口而得名“口蘑”。

## 交通

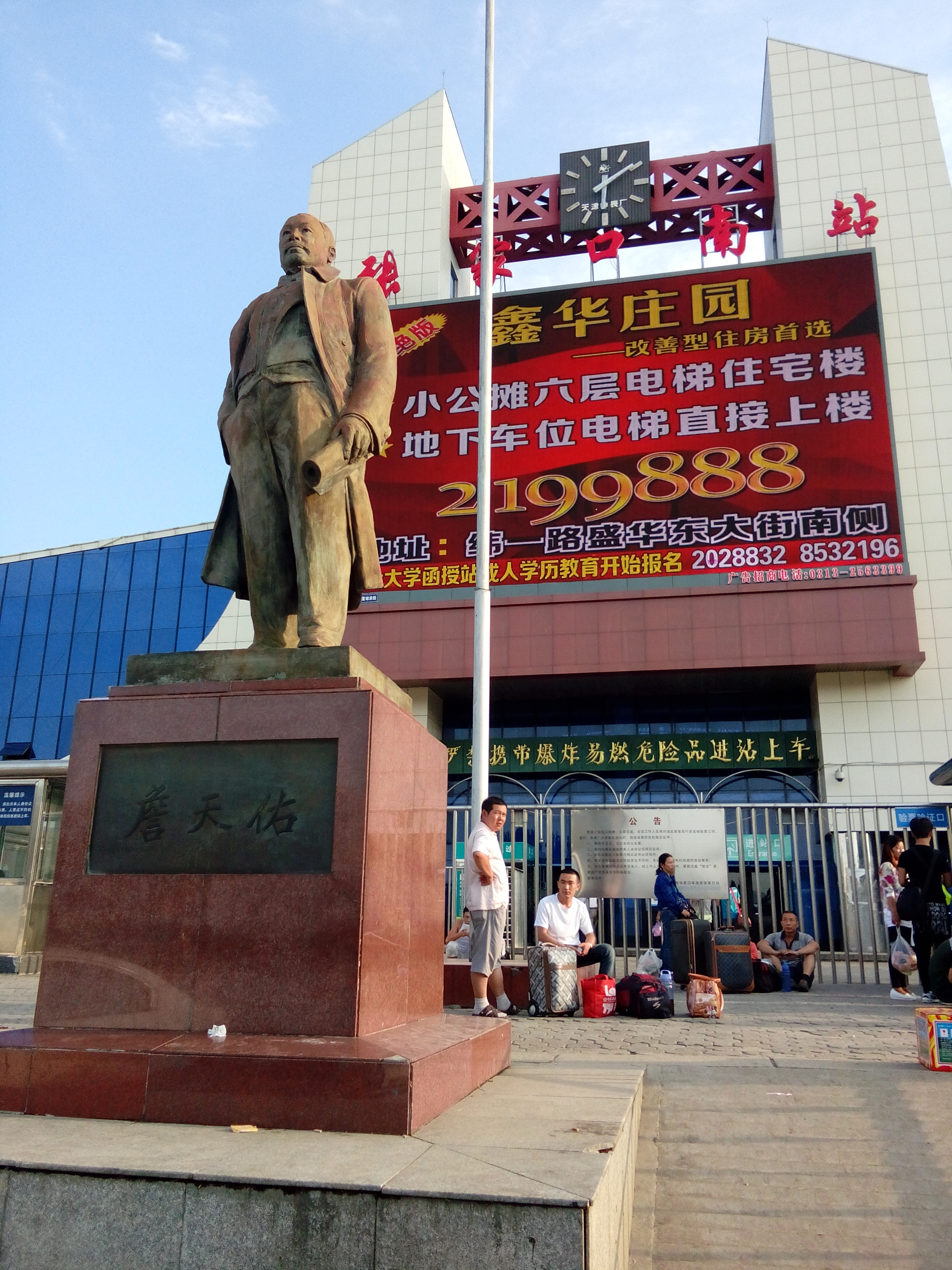
张家口市原火车南站（现张家口站）广场外屹立的铜像：詹天佑。他主持修建了京张铁路。该铁路连接北京丰台，经居庸关、沙城、宣化至河北张家口，全长约201.2千米，于1909年建成，是中国首条不使用外国资金及人员，由中国人自行完成，投入营运的铁路

在主城区南部9公里处设有张家口宁远机场，为国内支线机场。
张家口市境内有京包铁路（京張鐵路为其中一段）、丰沙铁路、沙蔚铁路、大秦铁路，另外宣庞铁路、宣烟铁路通矿区。张集铁路亦于2011年4月28日开通，后与张唐铁路（张家口到唐山曹妃甸）合并为唐呼铁路。京张城际铁路原预计于2009年8月左右开工建设，经过多次延期后，于2016年上半年开工，2019年12月30日与呼张客运专线（张家口至内蒙古呼和浩特，与京张城际铁路、集包铁路第二双线呼包段构成京包客运专线）和大张客运专线（张家口至山西大同）一同竣工。近期规划还有张准铁路（规划中）、太锡铁路（建设中）。现铁路通车总里程580多公里。
公路方面，有 109国道、 110国道、 112国道、 207国道、 京张高速公路、 宣大高速、 丹拉高速公路（丹东至拉萨国道主干线）、 京藏高速公路、京化高速公路、张石高速公路以及19条省级公路穿越市境，张承高速公路（通行段至崇礼北收费站，崇礼北至承德为施工段）、张涿高速公路（2013年12月31日张涿高速全线贯通）。截止2007年年中全市公路通车里程达到1.95万公里，位居河北省第一。
城区现有公共交通线路30条，并已开通发往河北省内、省外以及本市各县的多条长途客运线路。2023年9月，张家口入选为国家公交都市建设示范城市。

## 媒体
张家口市内媒体涵盖了电视、广播、报纸等众多形式，主要媒体包括：
- 张家口电视台
  - 张家口电视一台（新闻综合频道）
  - 张家口电视二台（综合影视频道）
  - 张家口电视三台（综合文艺频道）
- 张家口日报
- 张家口晚报
- 张家口广播电视报
- 张家口广播电台
  - 张家口广播电台一台（新闻综合广播频道）调频107.4兆赫，中波1566千赫
  - 张家口广播电台二台（综合文艺广播频道）调频100兆赫，中波900千赫
  - 张家口广播电台三台（交通生活广播频道）调频98.6兆赫

## 全国重点文物保护单位
- 宣化古城
- 下八里墓群
- 许家窑—侯家窑遗址
- 蔚州玉皇阁
- 泥河湾遗址群
- 代王城遗址
- 元中都遗址
- 梳妆楼元墓
- 昭化寺
- 鸡鸣驿城
- 南安寺塔
- 释迦寺
- 土城子城址
- 九连城城址
- 小宏城遗址
- 西古堡
- 时恩寺
- 暖泉华严寺
- 真武庙
- 常平仓
- 蔚州灵岩寺
- 万全右卫城
- 洗马林玉皇阁
- 察哈尔都统署旧址
- 筛子绫罗遗址
- 庄窠遗址
- 三关遗址
- 杨赟家族墓地
- 张家口堡
- 佛真猞猁迤逻尼塔
- 澍鹫寺塔
- 金河寺悬空庵塔群
- 蔚县关帝庙
- 天齐庙
- 蔚州古城墙
- 故城寺
- 重光塔
- 宣化柏林寺
- 卜北堡玉泉寺
- 洗马林城墙
- 沙子坡老君观
- 蔚县重泰寺
- 察哈尔民主政府旧址
- 晋察冀军区司令部旧址

## 名胜古迹

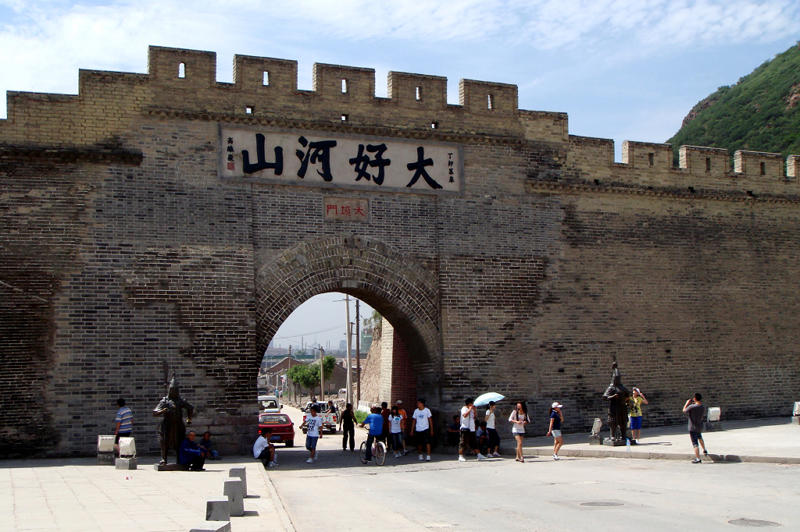
张家口地标之一大境门，门楣处高维岳手书的“大好河山”四个大字

张家口古遗址多，分布面广。境内存有战国、秦、北魏、北齐、金、明6个时期10段长城，总长约2500千米，延伸市区和12个县。古长城的“大境门”是长城的重要关隘之一。阳原县“泥河湾遗址”是旧石器时代的遗址，有“世界标准地层”。涿鹿矾山是“黄帝战蚩尤”的古战场，黄帝城、黄帝泉、轩辕湖、黄帝祠、蚩尤三寨、蚩尤泉、上下七旗、釜山、桥山、蚩尤坟等许多历史古迹犹存。
张家口自古以来为兵家必争之地，市属各县留有许多古城址。著名的有蔚县代王城，是古时诸侯国之一的代国都城；沽源县小宏城，北魏时为御夷故城；赤城县境内的雄关独石口，有“朔方天险”、“上谷咽喉”之称；宣化城汉属上谷郡地，唐末五代属武州，辽、金、元为州府治，明代为九边之一；万全城、鸡鸣驿城，部分砖墙保存尚好。
张家口境内古墓葬很多。有蔚县代王城汉墓群，怀安县汉墓群（分布于3个乡6个村境内）为西汉古墓群，万全区老龙湾汉墓群，宣化辽壁画墓，赤城有明代名将杨洪墓。
全市共有2座省级历史文化名城、1座中国历史文化名镇、1座中国历史文化名村和多处全国及省级文物保护单位。
- 省级历史文化名城：宣化、蔚县
- 中国历史文化名镇：蔚县暖泉镇
- 中国历史文化名村：怀来县鸡鸣驿乡鸡鸣驿村 （参见：鸡鸣驿）

此外，还有大境门、清远楼、镇朔楼、水母宫、赐儿山云泉寺、张世卿壁画墓、泥河湾遗址、土木堡等名胜古迹。

## 长远规划
张家口市是京津冀城市群中的一个重要组成部分。2004年2月2日，国务院批准了《张家口市城市总体规划（2000－2020年）》

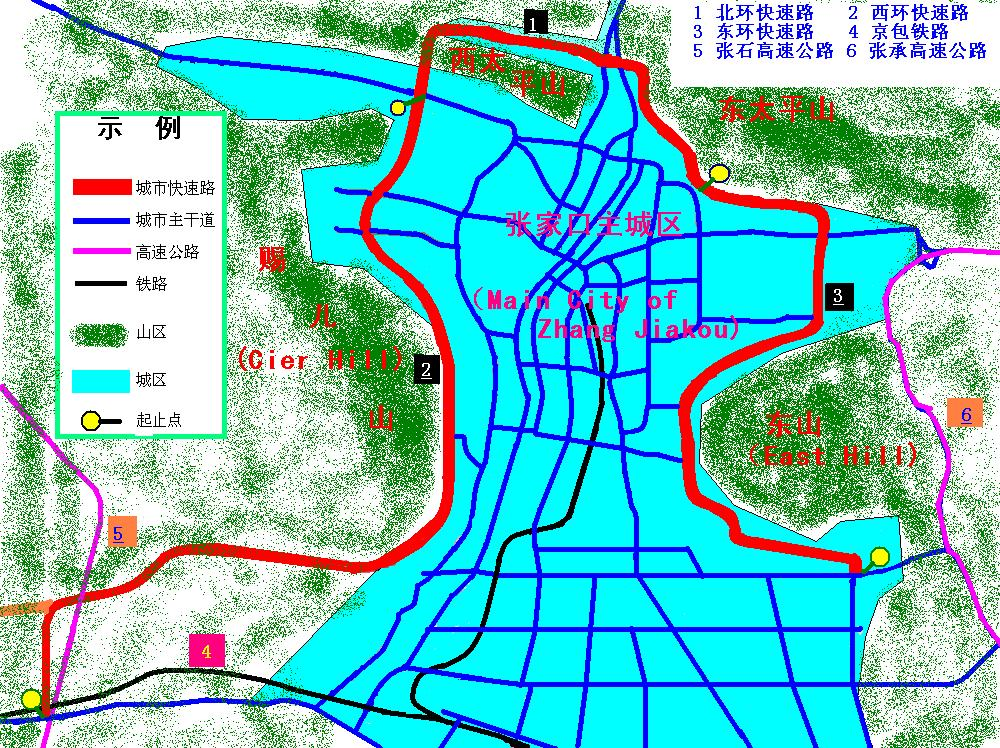
张家口市主城区示意图，2007年4月，施工难度大，工期紧的张家口市环城快速路（图中红色）开工建设，这一工程的建成将缓解城区道路通车压力，改善通行条件

未来的张家口市域内规划期末，本市城镇等级规模结构分为四级，首级市域中心城市为张家口市区（桥东区、桥西区）；第二级为5个中小城市，即沙城（怀来县）、张北、蔚州（今蔚县）3个中等城市，涿鹿、阳原2个小城市；第三级为柴沟堡、西湾子等7个县城，第四级为84个建制镇。
依据城市现状布局及未来城市空间趋势，主城区划分为7个片区：
市中心划分为城北片区、红旗楼片区、南站片区、铁路南片区。
宣化城区划分为古城片区、新城片区。
下花园城区分为下花园片区。
城市主中心位于市中心区的纬二路和纬三路一带，形成行政办公，文化娱乐，金融贸易为主的新区中心。两个次中心分别位于宣化城区和下花园城区，形成金融贸易、文化娱乐中心。
市中心区将沿清水河两岸富有变化的建筑、景观结点和沿河绿带相串联，形成既有整体感，又有节奏感的城市滨河景观风貌。沿八角台向北经赐儿山、水母宫、东太平山、西太平山，构成自然景观风貌，与沿河休闲轴遥相呼应。
城区北端的大境门是扼守京都的北大门，在这里，以大境门为主体，借助山势河流，开辟广场，增设绿地，无疑是“跨越雄关”的一大胜景。
主城区将选择合适地段结合张家口的山川风貌、地域文化及社会经济特征设置城市八景，即：
跨越雄关、时代牧歌、鱼水情深、华夏之尊、沃野莜香、故里情怀、北国逢春、城河浸月。 
随着城市规划的日益扩大，张家口、宣化两地逐步趋于一体，形成“片”状布局，下花园为相对独立片区。
到2020年城市人口为110.4万人，到2050年将达到180万人左右。21世纪中叶，张家口将成为物资环境和生态环境高度协调，景观优美，各类基础设施和服务设施完善，富于文明的现代化城市。

## 教育

### 高等院校
- 河北建筑工程学院
- 河北北方学院
- 张家口学院
- 张家口职业技术学院
- 宣化科技职业学院

### 中学
- 张家口市第一中学

## 其它信息
- 2005年4月底，张家口市正式向国家体育总局递交了申办2012年第12届全国冬季运动会的申请。这是河北省首次申办全国最高规格的综合性运动会，也是东北三省之外的省份首次申办冬运会。
- 著名电影导演张艺谋于西元1999年拍摄的影片《一个都不能少》，就是在张家口市赤城县镇宁堡乡水泉村拍摄完成的。
- 在金庸小说《射雕英雄传》中，主人公郭靖和黄蓉就是在张家口相遇的。